# Urspring (Lonsee)
Urspring ist ein Ortsteil der Gemeinde Lonsee im Alb-Donau-Kreis in Baden-Württemberg. Das Dorf liegt um den Quelltopf der Lone. Die Hauptstraße, eine ehemalige Römerstraße, ist heute die Ortsdurchfahrt der Bundesstraße 10. 

## Geschichte
Urspring wird 1108 erstmals urkundlich erwähnt. Der zur Grafschaft Helfenstein gehörende Ort wurde 1382 an die Reichsstadt Ulm verpfändet und 1396 verkauft. 1108 schenkten eine Luitgard, wohl von Helfenstein, und ein Kleriker Werner die hiesige Kirche mit umfangreichem Grundbesitz dem Kloster Blaubeuren, den diesen 1534 ebenfalls an Ulm verkaufte. Weiteren Besitz erwarb die Reichsstadt von den Häl 1478, von Kloster Elchingen 1568, vom Wengenkloster 1573 und vom letzten Grafen von Helfenstein 1618. In ulmischer Zeit gehörte Urspring zum Amt Lonsee.
Im Jahr 1803 kam Urspring an Bayern und 1810 durch den Grenzvertrag zwischen Bayern und Württemberg an das Königreich Württemberg.
Urspring wurde am 1. Januar 1975 nach Lonsee eingemeindet.

## Verkehr
Urspring hat einen Haltepunkt an der Filstalbahn von Stuttgart nach Neu-Ulm.

## Wappen
Wappenbeschreibung: „In Blau eine kreisförmig gekrümmte, mit dem Kopf nach heraldisch rechts schnellende, rotgepunktete silberne Forelle.“

## Sehenswürdigkeiten

Johanneskirche

- Johanneskirche
- Lonetopf, die Quelle der Lone
- Urspringer Wasserfall

## Persönlichkeiten
- Helmut Dalitz (* 1962), Biologe